# Kenan Koçak
Kenan Koçak (* 5. Januar 1981 in Kayseri) ist ein ehemaliger türkisch-deutscher Fußballspieler und heutiger -trainer.

## Familie
Sein Großvater war der Erste aus seiner Familie, der nach Deutschland auswanderte. Kenan Koçak kam im Alter von zwei Jahren nach Mannheim, wo er fortan im Stadtteil Neckarstadt-West aufwuchs. Er besitzt auch die deutsche Staatsangehörigkeit.

## Spielerkarriere
Koçak spielte auf der Position des defensiven Mittelfeldspielers. Nachdem er die Jugendmannschaften des SV Waldhof Mannheim durchlaufen hatte, wurde Koçak von Trainer Uwe Rapolder an den österreichischen Zweitligisten DSV Leoben verliehen. Nach seiner Rückkehr absolvierte er in der folgenden Saison 15 Spiele in der 2. Bundesliga. Da der SV Waldhof Insolvenz anmelden musste, wechselte Koçak abermals nach Österreich. In der Saison 2003/04 spielte er neben Thomas Häßler und Selim Teber beim SV Austria Salzburg. 2004 wechselte Koçak zum Oberligisten SSV Reutlingen 05. Nach zwei Spielzeiten in Reutlingen ging er zurück zum SV Waldhof, wo er sich seinen zweiten Kreuzbandriss zuzog. Daraufhin musste Kocak 2007 seine Karriere aufgrund von Sportinvalidität beenden.

## Trainerkarriere
In der Saison 2008/09 bekleidete Koçak das Amt des Teammanagers beim SV Waldhof. Seine erste Trainerstation absolvierte er beim FC Türkspor Mannheim, bevor er Trainer des VfR Mannheim wurde. Dort schaffte er den Aufstieg in die Oberliga Baden-Württemberg. Zur Saison 2013/14 wechselte Koçak als Trainer zurück zum SV Waldhof.
Während der Saison 2015/2016 absolvierte Koçak erfolgreich die Ausbildung zum Fußball-Lehrer an der Hennes-Weisweiler-Akademie in Hennef. In derselben Spielzeit wurde Koçak mit dem SV Waldhof Meister der Regionalliga Südwest. Dem Titelgewinn folgten zwei Relegationsspiele um den Aufstieg in die 3. Fußball-Liga. Gegen den Meister der Regionalliga West, Sportfreunde Lotte, musste sich Koçaks Mannschaft jedoch nach einer 0:2-Niederlage im Rückspiel vor heimischer Kulisse geschlagen geben.
Am 3. Juli 2016 wurde Koçak als neuer Trainer des Zweitligisten SV Sandhausen präsentiert – er folgte auf Alois Schwartz, der zum 1. FC Nürnberg gewechselt war. Am 8. Oktober 2018 wurde Koçak freigestellt.
Am 15. November 2019 übernahm Koçak die Zweitligamannschaft des Absteigers Hannover 96, die nach dem 13. Spieltag mit 14 Punkten auf dem 15. Platz stand, als Nachfolger von Mirko Slomka. Er erhielt einen Vertrag bis zum Ende der Saison 2019/20. Ende April 2020 verlängerte der Verein innerhalb der aufgrund der globalen COVID-19-Pandemie angeordneten Saisonpause den auslaufenden Vertrag um drei weitere Jahre. Unter Koçak beendete 96 die Spielzeit nach einer verbesserten Rückrunde, in der man die viertbeste Mannschaft war, auf dem 6. Platz. Die Saison 2020/21 verlief für 96 schlechter. Nach der Hinrunde hatte die Mannschaft 6 Punkte Rückstand auf den Aufstiegsrelegationsplatz. In der Rückrunde war man allerdings die drittschlechteste Mannschaft, sodass 96 die Saison auf dem 13. Platz abschloss. Bereits vor dem Saisonende gab der Verein die einvernehmliche Vertragsauflösung mit Koçak zum Saisonende bekannt.
Vom 27. September 2021 bis zum 20. September 2023 war er gemeinsam mit Jan-Moritz Lichte Co-Trainer der türkischen Nationalmannschaft unter Cheftrainer Stefan Kuntz.
Ab September 2024 war er Trainer des türkischen Zweitligisten MKE Ankaragücü.
Im Januar 2025 kehrte Koçak zum SV Sandhausen zurück und übernahm die Nachfolge von Sreto Ristić. Der SVS stand nach der Hinrunde der Saison 2024/25 mit 27 Punkten auf dem 10. Platz der 3. Liga und hatte fünf Punkte Rückstand auf den Aufstiegsrelegationsplatz sowie zehn Punkte Rückstand auf einen Aufstiegsplatz. Nach nur fünf Punkten aus 12 Spielen (ein Sieg, zwei Unentschieden, neun Niederlagen) trat Koçak Anfang April 2025 von seinem Posten zurück. Die Mannschaft war sieben Spiele vor dem Saisonende auf einen Abstiegsplatz gerutscht und hatte fünf Punkte Rückstand auf einen Nicht-Abstiegsplatz.

## Erfolge
- Meister der Regionalliga Südwest: 2016 (SV Waldhof Mannheim)
- Aufstieg in die Oberliga Baden-Württemberg: 2011 (VfR Mannheim)